# Bathycallionymus
Bathycallionymus is een geslacht van straalvinnige vissen uit de familie van pitvissen (Callionymidae). Het geslacht is voor het eerst wetenschappelijk beschreven in 1982 door Nakabo.

## Soorten
- Bathycallionymus kaianus (Günther, 1880)
- Bathycallionymus sokonumeri (Kamohara, 1936)